# Horb an der Steinach
Horb an der Steinach (amtlich: Horb a.d.Steinach) ist ein Gemeindeteil des Marktes Mitwitz im oberfränkischen Landkreis Kronach in Bayern.

## Geographie
Das Dorf Horb an der Steinach liegt etwa 18 Kilometer südöstlich von Coburg im Steinachtal am Fuß der Schimmelleite. Der Ort befindet sich mitten im Überschwemmungsgebiet der Steinach. Die Staatsstraße 2208 verbindet den Ort mit Mitwitz und Leutendorf. Eine Gemeindeverbindungsstraße führt nach Lochleithen und Hof an der Steinach.

## Geschichte
Im Jahr 1135 wurde Horb erstmals urkundlich als „Horwa“ anlässlich der Übergabe von Gütern an das Kloster Michelsberg erwähnt. 1284 hieß die Siedlung „Horve“. Das Wort leitet sich von „horo“ ab, was so viel wie Sumpf bedeutet und von der Lage an der Steinachniederung herrührt.
1485 verkaufte die Abtei ihren Besitzkomplex dem Kurfürstentum Sachsen, aus dem später das Herzogtum Sachsen-Coburg hervorging.
Dadurch gehörte der Ort zum sächsischen Rittergut Hassenberg. 1812 Jahre wurde Horb vom evangelisch-lutherischen Kirchensprengel Schmölz nach Gestungshausen umgepfarrt. Die Kinder gingen in Leutendorf zur Schule. Der Weiler Lochleithen war ein Ortsteil.
In einer Volksbefragung am 30. November 1919 stimmten 3 Horber Bürger für den Beitritt des Freistaates Coburg zum thüringischen Staat und 26 dagegen. Somit gehörte ab dem 1. Juli 1920 auch Horb zum Freistaat Bayern.
1925 hatte Horb 99 Einwohner und 17 Wohnhäuser. In Lochleithen lebten 8 Menschen in 2 Häusern.
1920 wurde östlich von Horb die Steinachtalbahn errichtet, die 1992 zurückgebaut wurde.
Horb an der Steinach wurde am 1. Juli 1972 aus dem Landkreis Coburg in den Landkreis Kronach umgegliedert. Am 1. Januar 1977 wurde die Gemeinde nach Mitwitz eingegliedert.
1987 hatte das Dorf 67 Einwohner und 18 Wohnhäuser.

## Einwohnerentwicklung
| Jahr | Einwohnerzahl |
| ---- | ------------- |
| 1925 | 99            |
| 1950 | 126           |
| 1987 | 94            |
| 2004 | 100           |

## Sehenswürdigkeiten
In der Liste der Baudenkmäler in Mitwitz sind für Horb an der Steinach sechs Baudenkmale aufgeführt.
- Backhaus (Horb an der Steinach)